# Quinto Sanquínio Máximo
Quinto Sanquínio Máximo (em latim: Quintus Sanquinius Maximus) foi um senador romano nomeado cônsul sufecto em 39 com Lúcio Aprônio Cesiano.

## Carreira
Em 32, Sanquínio defendeu os cônsules do ano anterior, Lúcio Fulcínio Trião e Públio Mêmio Régulo, no Senado Romano, discursando decisivamente contra os ataques de Décimo Hatério Agripa. Trião, um aliado do poderoso prefeito pretoriano Sejano, e Régulo discutiram constantemente durante seus mandatos e ameaçaram processar um ao outro. Durante as sessões, Agripa perguntou por que os dois, que ameaçaram processos, permaneciam silenciosos. Sanquínio aproveitou e pediu que o Senado não aumentasse a ansiedade do imperador levando mais este conflito até ele, o que fez com que o assunto fosse esquecido, adiando a queda de Trião.
Sanquínio foi cônsul sufecto em 39 e, ao mesmo tempo, assumiu o posto de prefeito urbano de Roma, onde ficou até os 41. Depois disto, foi legado imperial na Germânia Inferior do imperador Cláudio e morreu no cargo antes de 47.